# Mantispa scutellaris
Mantispa scutellaris är en insektsart som beskrevs av John Obadiah Westwood 1852. Mantispa scutellaris ingår i släktet Mantispa och familjen fångsländor. Inga underarter finns listade i Catalogue of Life.